# Nederhemert-Noord
Nederhemert-Noord is een dorp dat, samen met Nederhemert-Zuid, de voormalige gemeente Nederhemert vormde. Sinds 1480 zijn beide delen van Nederhemert gescheiden door de Afgedamde Maas.
Nederhemert-Noord ligt ten noorden van de Afgedamde Maas. Het dorp telt ca. 1785 (2024) inwoners.

## Bezienswaardigheden
- De Hervormde kerk is gebouwd in de 18e eeuw en is in de jaren 80 uitgebreid.
- Aan de dijk staat een molen van het type grondzeiler, genaamd: Gebr. Remmerde. De molen behoorde van oudsher tot de goederen van het kasteel Nederhemert en was sinds het eerste bekende jaartal in zijn geschiedenis, 1379, in Gelders leen. In 1716 waren Otto Frederik van Vittinghof en Margratha Margaretha van Randwijck de eigenaars van de molen. Dit is nu nog te zien in de westmuur van de stenen onderbouw, waar zich twee gebeeldhouwde leeuwen met daarboven een alliantiewapen dat betrekking heeft op de familie Van Randwijck, bevinden. De huidige molen is gebouwd in 1716 en is in 2004 gerestaureerd en is een van de acht zeskante houten molens die nog in Nederland staan.

Zie ook
- Lijst van rijksmonumenten in Nederhemert-Noord

## Religie
Nederhemert-Noord heeft een uitgesproken kerkelijk en deels een reformatorisch karakter. Bij de Tweede Kamerverkiezingen van 2012 behaalde de SGP net geen meerderheid van de stemmen in het dorp, 48,1%. De dorpskerk van Nederhemert wordt gebruikt door de plaatselijke Hersteld Hervormde gemeente. Deze gemeente is jarenlang (1989-2007) bediend door de bekende predikant ds. W.J. op 't Hof. Nederhemert-Noord heeft een reformatorische basisschool genaamd De Wegwijzer met 208 leerlingen (per 1 oktober 2007). Deze school werd opgericht in 1929.

## Natuur en landschap
Nederhemert-Noord ligt aan de Afgedamde Maas op een hoogte van ongeveer 2,5 meter. In het zuidwesten ligt, tegenover de monding van het Heusdensch Kanaal, het natuurgebied Arkenswaard, een uiterwaardengebied. Ook ligt in het westen een steenfabriek, De Rietschoof genaamd, welke van 1881 tot 1969 heeft bestaan. Nederhemert-Noord ligt in het rivierkleigebied van de Bommelerwaard.

## Nabijgelegen kernen
Aalst, Delwijnen, Well
Dorpen: Aalst · Brakel · Bruchem · Delwijnen · Gameren · Kerkwijk · Nederhemert-Noord · Nederhemert-Zuid · Nieuwaal · Poederoijen · Zaltbommel · Zuilichem

Buurtschappen: Bern · Oensel · Poederoijensehoek · De Rietschoof

Gelderland: Steden en dorpen in Gelderland      Nederland: Provincies · Gemeenten